# Anastasia Rodionovová
Anastasia Ivanovna Rodionovová, rus. Анастасия Ивановна Родионова (* 12. května 1982, Tambov, Rusko tehdy Sovětský svaz) je australská profesionální tenistka, která do roku 2009 reprezentovala rodné Rusko. Její mladší sestra Arina rovněž hraje tenis. Ve své dosavadní kariéře na okruhu WTA Tour vyhrála jedenáct turnajů ve čtyřhře. V rámci okruhu ITF získala osm titulů ve dvouhře a třináct ve čtyřhře.
Na žebříčku WTA byla ve dvouhře nejvýše klasifikována v srpnu 2010 na 63. místě a ve čtyřhře pak v srpnu 2014 na 15. místě.

## Finále na Grand Slamu

### Smíšená čtyřhra: 0 (0–1)
| Stav       | rok  | turnaj    | povrch | spoluhráč | soupeři ve finále                | výsledek |
| ---------- | ---- | --------- | ------ | --------- | -------------------------------- | -------- |
| Finalistka | 2003 | Wimbledon | tráva  | Andy Ram  | Leander Paes Martina Navrátilová | 3–6, 3–6 |

### Finále WTA Tour
| Legenda                                    |
| ------------------------------------------ |
| D – dvouhra; Č – čtyřhra                   |
| Grand Slam (0)                             |
| Turnaj mistryň (0)                         |
| Tier I / Premier Mandatory & Premier 5 (0) |
| Tier II / Premier (3–3 Č)                  |
| Tier III, IV & V / International (8–10 Č)  |

#### Čtyřhra: 24 (11–13)
| Stav       | Č.  | Datum             | Turnaj                       | Povrch    | Spoluhráčka               | Soupeřky ve finále                                       | Výsledek              |
| ---------- | --- | ----------------- | ---------------------------- | --------- | ------------------------- | -------------------------------------------------------- | --------------------- |
| Finalistka | 1.  | 29. července 2001 | Sopoty, Polsko               | antuka    | Julia Bejgelzimerová      | Joannette Krugerová Francesca Schiavoneová               | 4–6, 0–6              |
| Finalistka | 2.  | 9. října 2005     | Taškent, Uzbekistán          | tvrdý     | Galina Voskobojevová      | Émilie Loitová Maria Elena Camerinová                    | 3–6, 0–6              |
| Vítězka    | 1.  | 6. listopadu 2005 | Quebec, Kanada               | tvrdý (h) | Jelena Vesninová          | Ashley Harkleroadová Līga Dekmeijereová                  | 6–7(4–7), 6–4, 6–2    |
| Finalistka | 3.  | 19. února 2006    | Bengalúr, Indie              | tvrdý     | Jelena Vesninová          | Sania Mirzaová Liezel Huberová                           | 3–6, 3–6              |
| Vítězka    | 2.  | 6. května 2007    | Estoril, Portugalsko         | antuka    | Andreea Ehrittová-Vancová | Arantxa Parraová Santonjaová Lourdes Domínguezová Linová | 6–3, 6–2              |
| Finalistka | 4.  | 20. května 2007   | Fès, Maroko                  | antuka    | Andreea Ehrittová-Vancová | Sania Mirzaová Vania Kingová                             | 1–6, 2–6              |
| Finalistka | 5.  | 7. října 2007     | Taškent, Uzbekistán          | tvrdý     | Taťána Pučeková           | Anastasia Jakimovová Jekatěrina Dzegalevičová            | 6–2, 4–6, [7–10]      |
| Finalistka | 6.  | 28. února 2010    | Kuala Lumpur, Malajsie       | tvrdý     | Arina Rodionovová         | Čan Jung-žan Čeng Ťie                                    | 7–6(7–4), 2–6, [7–10] |
| Finalistka | 7.  | 22. května 2010   | Štrasburk, Francie           | antuka    | Alla Kudrjavcevová        | Alizé Cornetová Vania Kingová                            | 6–3, 4–6, [7–10]      |
| Vítězka    | 3.  | 18. června 2010   | 's-Hertogenbosch, Nizozemsko | tráva     | Alla Kudrjavcevová        | Vania Kingová Jaroslava Švedovová                        | 3–6, 6–3, [10–8]      |
| Finalistka | 8.  | 22. října 2011    | Moskva, Rusko                | tvrdý (h) | Galina Voskobojevová      | Vania Kingová Jaroslava Švedovová                        | 6–7(3–7), 3–6         |
| Vítězka    | 4.  | 12. února 2012    | Pattaya, Thajsko             | tvrdý     | Sania Mirzaová            | Čan Chao-čching Čan Jung-žan                             | 3–6, 6–1, [10–8]      |
| Vítězka    | 5.  | 12. února 2012    | Pattaya, Thajsko             | tvrdý     | Sania Mirzaová            | Čan Chao-čching Čan Jung-žan                             | 3–6, 6–1, [10–8]      |
| Vítězka    | 6.  | 5. ledna 2013     | Auckland, Nový Zéland        | tvrdý     | Cara Blacková             | Julia Görgesová Jaroslava Švedovová                      | 2–6, 6–2, [10–5]      |
| Finalistka | 9.  | 20. října 2013    | Moskva, Rusko                | tvrdý (h) | Alla Kudrjavcevová        | Světlana Kuzněcovová Samantha Stosurová                  | 1–6, 6–1, [8–10]      |
| Vítězka    | 7.  | 4. ledna 2014     | Brisbane, Austrálie          | tvrdý     | Alla Kudrjavcevová        | Kristina Mladenovicová Galina Voskobojevová              | 6–3, 6–1              |
| Finalistka | 10. | 2. února 2014     | Pattaya, Thajsko             | tvrdý     | Alla Kudrjavcevová        | Pcheng Šuaj Čang Šuaj                                    | 6–3, 6–7(5–7), [6–10] |
| Vítězka    | 8.  | 22. dubna 2014    | Dubaj, SAE                   | tvrdý     | Alla Kudrjavcevová        | Raquel Atawová Abigail Spearsová                         | 6–2, 5–7, [10–8]      |
| Vítězka    | 9.  | 12. října 2014    | Tchien-ťin, Čína             | tvrdý     | Anastasia Rodionovová     | Sorana Cîrsteaová Andreja Klepačová                      | 6–7(6–8), 6–2, [10–8] |
| Finalistka | 11. | 8. března 2015    | Monterrey, Mexiko            | tvrdý     | Arina Rodionovová         | Gabriela Dabrowská Alicja Rosolská                       | 3–6, 6–2, [3–10]      |
| Vítězka    | 10. | 25. června 2016   | Eastbourne, Velká Británie   | tráva     | Darija Juraková           | Čan Chao-čching Čan Jung-žan                             | 5–7, 7–6(7–4), [10–6] |
| Finalistka | 12. | 23. července 2016 | Stanford, Spojené státy      | tvrdý     | Darija Juraková           | Raquel Atawová Abigail Spearsová                         | 3–6, 4–6              |
| Vítězka    | 11. | 4. března 2017    | Acapulko, Mexiko             | tvrdý     | Darija Juraková           | Veronica Cepede Roygová Mariana Duqueová                 | 6–3, 6–2              |
| Finalistka | 13. | 26. května 2018   | Štrasburk, Francie           | antuka    | Nadija Kičenoková         | Mihaela Buzărnescuová Raluca Olaruová                    | 5–7, 5–7              |

## Vítězství na okruhu ITF (8)

### Dvouhra
| Č. | Datum              | Turnaj        | Povrch | Soupeřka ve finále   | Výsledek      |
| 1. | 13. květen, 2001   | Maglie        | antuka | Maja Palaversićová   | 6-2, 6-4      |
| 2. | 7. duben, 2002     | Coatzacoalcos | tvrdý  | Zuzana Hejdová       | 6-3, 4-6, 6-4 |
| 3. | 16. květen, 2004   | Stockholm     | antuka | Anne Kremerová       | 7-6, 6-4      |
| 4. | 13. červen, 2004   | Vaduz         | antuka | Yvonne Meusburgerová | 1-6, 6-3, 7-6 |
| 5. | 25. září, 2005     | Albuquerque   | tvrdý  | Maureen Drakeová     | 6-2, 6-3      |
| 6. | 20. listopad, 2005 | Nuriootpa     | tvrdý  | Greta Arnová         | 6-3, 6-1      |
| 7. | 27. duben, 2009    | Bundaberg     | antuka | Olivia Rogowská      | 7-5, 6-0      |
| 8. | 4. květen, 2009    | Ipswich       | tvrdý  | Nicole Rinerová      | 6-4, 7-5      |

## Postavení na žebříčku WTA na konci sezóny

### Dvouhra
| Rok    | 1997 | 1998   | 1999   | 2000   | 2001   | 2002   | 2003   | 2004   | 2005   | 2006  | 2007  | 2008  | 2009  |
| Pořadí | 793. | ▲ 473. | ▲ 355. | ▲ 234. | ▲ 192. | ▲ 117. | ▼ 165. | ▼ 215. | ▲ 167. | ▲ 82. | ▲ 79. | ▼ 97. | ▬ 97. |

### Čtyřhra
| Rok    | 2001 | 2002   | 2003   | 2004  | 2005  | 2006  | 2007  | 2008  | 2009  |
| Pořadí | 122. | ▲ 107. | ▼ 137. | ▲ 97. | ▲ 79. | ▲ 56. | ▼ 61. | ▲ 40. | ▼ 44. |